# Hans-Albert Pederzani
Hans-Albert Pederzani, Pseudonym A. G. Petermann (* 30. September 1923 in Berlin; † 11. August 2021) war ein deutscher Schriftsteller und Regisseur. 

## Leben
Pederzani studierte nach dem Abitur Schauspiel (unterbrochen durch seine Einberufung zum Kriegsdienst im Zweiten Weltkrieg) und war zunächst – teilweise schon als Praktikant – Schauspieler und Regieassistent am Schillertheater Berlin, ehe er als Dramaturg, Schauspieler und Regisseur u. a. in Neuruppin und Frankfurt (Oder) arbeitete. 1951 ging er als Regieassistent zur DEFA. 1954 bis 1956 war er Abteilungsleiter Schauspiel im Zentralen Bühnennachweis (eine Art zentral gesteuerte Arbeitsvermittlung für Bühnenkünstler), ehe er sich als freier Schriftsteller niederließ. Zusammen mit Gerhard Neumann schrieb er das Drehbuch für den Film Die Premiere fällt aus (75 Minuten, 1959), ebenso wie für zahlreiche andere Filme und die Fernsehserie Fritze Bollmann will nicht angeln (1991). Außerdem engagierte er sich in der Aquaristik im Kulturbund der DDR und veröffentlichte hierzu Fachbeiträge.
1968 wurde er mit dem Nationalpreis der DDR ausgezeichnet.

## Werke (Auswahl)
- 1950 Der Puppenschuster. Märchenspiel
- 1957 Die Premiere fällt aus. Kriminalroman (mit Gerhard Neumann und Heiner Rank unter dem Gemeinschaftspseudonym A. G. Petermann)
- 1958 Mord auf dem Flugplatz. (mit Gerhard Neumann und Heiner Rank unter dem Gemeinschaftspseudonym A. G. Petermann)
- 1958 Spuk in der Villa Sonnenschein. Fast ein Kriminalroman. (mit Gerhard Neumann und Heiner Rank unter dem Gemeinschaftspseudonym A. G. Petermann)
- 1959 Meineid auf Ehrenwort. (mit Gerhard Neumann und Heiner Rank unter dem Gemeinschaftspseudonym A. G. Petermann)
- 1959 Die Hunde bellen nicht mehr. Kriminalroman (mit Gerhard Neumann und Heiner Rank unter dem Gemeinschaftspseudonym A. G. Petermann)
- 1962 Die Jagd nach dem Stiefel. Jugendstück nach dem Roman von Max Zimmering (mit Gerhard Neumann und Heiner Rank)
- 1964 Unser kleiner Trompeter. Schauspiel nach dem Roman von Otto Gotsche

## Filmografie
- 1959: Die Premiere fällt aus
- 1960: Einer von uns
- 1962: Die Jagd nach dem Stiefel
- 1964: Das Lied vom Trompeter
- 1967: Die Fahne von Kriwoj Rog
- 1986: Jan auf der Zille